# Раймунд, Лука
Лука Йоаким Раймунд (нем. Luca Joachim Raimund; род. 9 апреля 2005) — немецкий футболист, вингер клуба «Фортуна» (Дюссельдорф).

## Карьера
Раймунд — воспитанник клуба «Штутгарт». 5 ноября 2023 года в матче против «Хайденхайма» он дебютировал в Бундеслиге. 